# روبرت سميث (لاعب كريكت نيوزلندي)
روبرت سميث (24 أكتوبر 1974 بسيدني في أستراليا - ) (بالإنجليزية: Robert Smith)‏ هو لاعب كريكت نيوزلندي.

## وصلات خارجية
- روبرت سميث على موقع إي آس بي آن كريك إنفو (الإنجليزية)